# گوزن جنگلی مهاجر
گوزن جنگلی مهاجر (نام علمی: Rangifer tarandus caribou) نام یک زیرگونه از گونه گوزن شمالی است.